# Aulacoderus morani
Aulacoderus morani es una especie de coleóptero de la familia Anthicidae.

## Distribución geográfica
Habita en Zimbabue.